# Деминов, Дмитрий Константинович
Дмитрий Константинович Деминов (пол. Dmitrij Dieminow) (14 (26) октября 1903 года, Тула, Российская империя — 12 апреля 1968 года, Москва, СССР) — советский и польский военный деятель, генерал-лейтенант инженерно-технической службы (12.08.1955), генерал бригады (ПНР)

## Биография
Родился в 1903 году в городе Тула. Русский.
В 1922 году поступил в Тульскую оружейно-техническую школу.
С 1924 года, после окончания школы служит на различных командно-технических должностях в кавалерийских частях РККА.
С ноября 1924 года по июнь 1926 года принимает участие в борьбе с басмачеством на Туркестанском фронте.
В 1928 году вступил в ВКП(б).
С марта 1931 года служит в Управлении артиллерии военного округа: заведующий сектором, заведующий отделом, руководитель инспекции.
С июля 1940 года Деминов назначен заместителем командующего артиллерией-начальником артиллерийского снабжения Дальневосточного фронт, в этой должности встретил Великую Отечественную войну. При его личном участии на Дальнем Востоке вступили в строй два снаряжательных завода, которым он оказывает большую помощь.
3 марта 1942 года Указом Президиума Верховного Совета «За образцовое выполнение боевых заданий Командования, выдающиеся заслуги в деле боевой подготовки, выращивания кадров артиллерии, обеспечения действующей армии боеприпасами и предметами артиллерийского вооружения» полковник Демин награждён орденом Красной Звезды.
17 ноября 1942 года Постановлением СНК СОЮЗА ССР № 1844 — Деминову присвоено воинское звание «генерал-майор интендантской службы».
Проделал исключительно большую работу по руководству артиллерийскими складами и ремонтными органами фронта, лично занимается вопросами изготовления боеприпасов в Хабаровском и Приморском краях, в дальнейшем на протяжении всей войны успешно организовал производство и отправку в действующую армию артиллерийских и других боеприпасов.
7 июня 1943 года Постановлением СНК СОЮЗА ССР № 643 — Деминову присвоено воинское звание «генерал-майор инженерно-артиллерийской службы».
За заслуги перед страной во время войны был награждён вторым орденом Красной Звезды и орденом Трудового Красного Знамени.
Участвовал в Советско-японской войне в должности начальника Управления артиллерийского снабжения 2-го Дальневосточного фронта.
За четкое и своевременное материально-техническое обеспечение наступающих войск в наступательных боях против японских агрессоров был награждён орденом Красного знамени.
С октября 1946 года — заместитель начальника Главного управления артиллерии Вооруженных Сил.
С сентября 1947 года начальник артиллерийского снабжения и заместитель командующего артиллерией советской группы войск Германии.
С апреля 1950 года откомандирован в Войско Польское на должность — заместитель начальника Генерального штаба по вооружению.
27 февраля 1952 года — назначен начальником Главного управления планирования, вооружения и военной техники.
С 29 декабря 1952 года по 12 ноября 1956 года снова заместитель начальника Генерального штаба.
12 августа 1955 года Деминову присвоено воинское звание «генерал-лейтенант инженерно-технической службы».
3 декабря 1956 года генерал бригады Народного Войска Польского Деминов вернулся в Советский Союз.
С 1957 года служит в центральном аппарате Министерства Обороны СССР.
С 1965 года в отставке.
Умер в 1968 году похоронен на Новодевичьем кладбище.

## Звания
- генерал-майор интендантской службы — 17.11.1942
- генерал-майор инженерно-артиллерийской службы — 07.07.1943
- генерал-лейтенант инженерно-технической службы — 12.08.1955

## Награды
СССР
- орден Ленина (1947[9])
- три ордена Красного Знамени (03.11.1944[9], 27.08.1945, 1952[9])
- орден Трудового Красного Знамени (1945)
- два ордена Красной Звезды (03.03.1942, 12.04.1944)
- Медали в том числе:
  - «XX лет Рабоче-Крестьянской Красной Армии» (1938)
  - «За Победу над Германией в Великой Отечественной войне 1941—1945 гг.» (1945)
  - «За победу над Японией» (1945)
  - «За доблестный труд в Великой Отечественной войне 1941—1945 гг.» (1945)

ПНР
- орден Возрождения Польши (командор)
- орден «Знамя Труда»
- медали